# 宮本十蔵
宮本 十蔵（みやもと じゅうぞう、1925年5月10日 - 2004年8月14日）は、日本の哲学者。岐阜大学名誉教授。

## 経歴
兵庫県生まれ。1952年東京大学文学部哲学科卒。信州大学人文学部助教授、岐阜大学教養部教授、1999年名誉教授。マルクス・ヘーゲルを研究した。

## 著書
- 『哲学の理性 ヘーゲル・マルクス研究序説』合同出版 1977

### 共編著
- 『現代を生きる思想』編著 汐文社 1983
- 『哲学入門 思想の歴史と論理学』将積茂共編 朝倉書店 1985

### 翻訳
- G.D.H.コール『政治・教育・倫理 新社会理論』藤野渉,玉井茂共訳 誠信書房 1959
- W.デサン『サルトルのマルクス主義』玉井茂共訳 筑摩叢書 1968
- D.マクレラン『マルクス思想の形成 マルクスと青年ヘーゲル派』ミネルヴァ書房 社会科学選書 1971
- ブルーノ・フライ『アナーキズム的ユートピア論 自由と秩序』真下信一共訳 青木書店 1976
- クーノ・フィッシャー『ヘーゲルの精神現象学』玉井茂共訳 勁草書房 1991
- 『ヘーゲル全集 1　改訳小論理学 哲学体系1』真下信一共訳 岩波書店 1996
- 『ヘーゲル全集 13 哲学史 中巻の2』太田直道共訳 岩波書店 2001

## 論文
- Cinii